# Orso Seduto
Orso Seduto (Satank, Set-angya o Set-ankeah) (1795/1800 circa – 8 giugno 1871) è stato un famoso guerriero e uomo di medicina Kiowa.
Nacque attorno al 1800, probabilmente in Kansas. All'incirca coetaneo di Piccola Montagna (Dohasan), trascorse la gioventù combattendo, agli ordini dell'allora capo supremo dei Kiowa, Uomo dell'Isola (A'date), combattendo contro i Pawnee o gli Osage ma anche contro gli Cheyenne e gli Arapaho, in quegli anni nemici giurati dei Kiowa e dei Comanche. Fu un abile guerriero e fece parte della società militare Koitsenko (o Kaitsenko, Ko-eet-senko), che riuniva i più coraggiosi guerrieri Kiowa. Guidò molte razzie contro Cheyenne, Sauk e Fox. Quando, deposto Uomo dell'Isola nel 1833, dopo il massacro del villaggio Kiowa a Otter Creek da parte degli Osage, Piccola Montagna divenne capo supremo della nazione Kiowa, Orso Seduto fu il suo principale sostenitore; nell'estate 1837 fu protagonista di memorabili vittoriosi scontri con gli Cheyenne (Sweetwater Creek), nella primavera 1838 prese parte ad altra battaglia contro gli Cheyenne e gli Arapaho, autori di un riuscito attacco contro i villaggi Kiowa (Wolf Creek), e nell'inverno 1838-1839 fu probabilmente tra gli autori di una notevole vittoria contro gli Arapaho. Orso Seduto non firmò il trattato di Fort Gibson, sottoscritto invece da Piccola Montagna nella primavera 1837, forse essendo superflua la sua firma a fianco di quella del capo supremo o forse essendo meno fiducioso di costui in una pace stabile col Texas e col Messico. Nell'estate-autunno 1840, invece, Orso Seduto fu uno dei più convinti sostenitori, accanto a Piccola Montagna e al capo Yamparika Comanche Dieci Orsi (Parra-wasamen), dell'accordo di pace e di alleanza tra Kiowa e Comanche da un lato e Cheyenne e Arapaho dall'altro. Quando aumentò l'importanza dei coloni bianchi, assaltò insediamenti, carovane ed avamposti dell'esercito.

## Contesto storico
Nel 1860 Orso Seduto era un frequente visitatore del ranch Peacock nei pressi dell'attuale Great Bend (Kansas). Orso Seduto chiese a George Peacock di scrivere una lettera di presentazione affermando che Orso Seduto era un buon indiano. Peacock approfittò dell'analfabetismo di Orso Seduto e scrisse che era un cattivo indiano. Quando il capo scoprì la cosa da Buffalo Bill Mathewson, la tribù di Orso Seduto uccise Peacock e molte altre persone a ranch Peacock.

## Lotta per il potere dopo la morte del capo Piccola Montagna (Dohäsan)

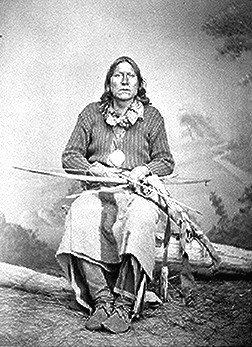
Orso Bianco

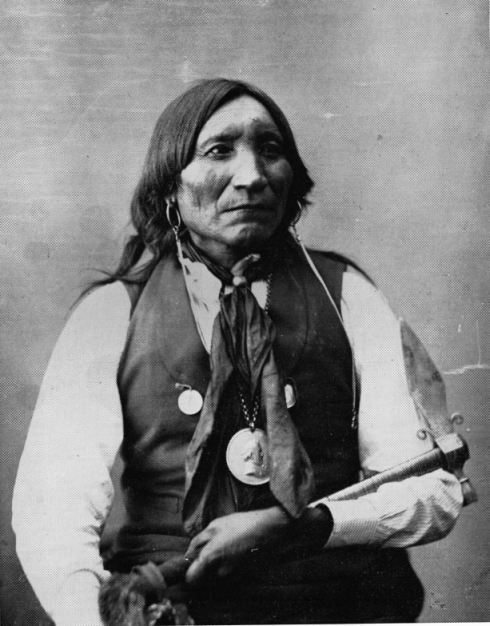
Lupo Solitario

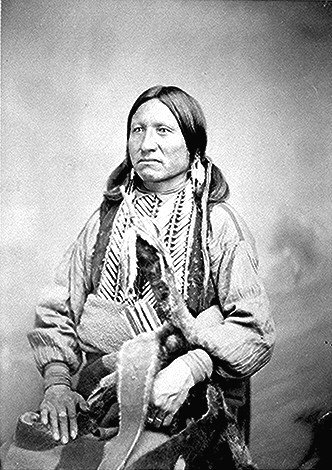
Uccello Scalciante

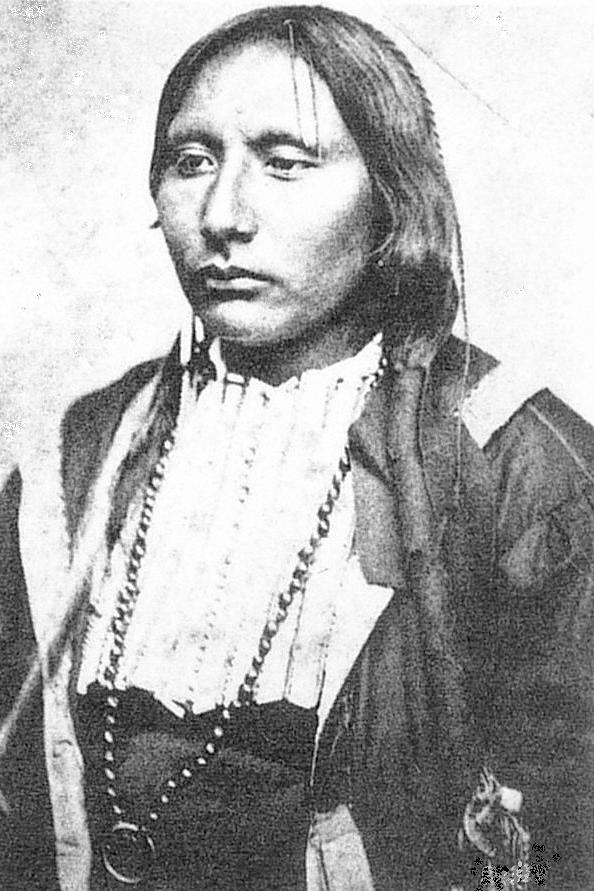
Grande Albero

Dopo la morte del capo supremo Piccola Montagna (Dohäsan) nel 1866, Lupo Solitario (Guipago) divenne capo supremo della nazione Kiowa, ma Orso Bianco (Satanta) e Uccello Scalciante (Tene-angopte) erano in competizione fra loro e con lui, stabilendosi una solidarietà profonda tra Lupo Solitario e Orso Bianco, fieramente ostili alla politica di accomodamento nei confronti degli invasori bianchi, in contrapposizione a Uccello Scalciante, fautore dell'accordo con costoro, mentre l'anziano Orso Seduto continuò a guidare i Koitsenko non curandosi di conquistare la guida dell'intera nazione Kiowa. Nel 1867 Orso Seduto firmò il trattato di Medicine Lodge con Orso Bianco ed altri capi Kiowa (ma non Lupo Solitario, che rifiutò di sottoscrivere un documento che considerava una trappola). Nel 1870 il figlio, chiamato anch'esso Orso Seduto, fu ucciso durante una razzia in Texas. Sconsolato portò con sé alcune delle ossa del figlio. Aumentò le proprie razzie per vendicarsi della morte del figlio, comprese molte condotte da Orso Bianco e da altri Kiowa, Comanche ed Apache scontenti, compreso l'assalto alla carovana Warren dell'11 maggio 1871 a Salt Creek Prairie in Texas.
Nella primavera 1871 (18/05/1871) un gruppo guerriero Kiowa guidato da Orso Seduto, Orso Bianco e Grande Albero (Ado-ete) (ma essendone partecipi anche Grande Arco - Zepko-ete -, Cavallo Bianco - Tsen-tainte - e, probabilmente, lo stesso Lupo Solitario) assalì un convoglio di carri (carovana Warren) a Salt Creek, uccidendo diversi carrettieri; i sopravvissuti della carovana Warren si rifugiarono a Fort Richardson, dove incontrarono il generale William Tecumseh Sherman, il quale, con la carrozza e la scorta, era passato vicino al gruppo di Orso Seduto in attesa della carovana ma non era stato assalito per la diversa "visione" del "profeta" Mamanti. Il generale, capendo di essersi salvato per caso, ordinò al colonnello Ranald Slidell MacKenzie ed al 4º cavalleria di inseguire gli indiani e punirli.
L'esercito non attaccò gli indiani, furono loro ad attaccare l'esercito. I capi Orso Seduto e Orso Bianco erano tornati alla riserva e si erano tranquillizzati. Ma Orso Bianco era agitato, chiese all'agente indiano della riserva Kiowa-Comanche munizioni e rifornimenti vantando che lui, Orso Seduto e Grande Albero avevano guidato i guerrieri che avevano da poco ucciso i carrettieri di Salt Creek, e che avrebbero dovuto uccidere il generale Sherman se fosse venuto a cercarli.
Sherman, già infuriato per quanto fatto dai guerrieri, si arrabbiò ancora di più sapendo di avere rischiato di essere ucciso. Ordinò l'arresto di Orso Seduto, Orso Bianco e Grande Albero, e consegnò personalmente il mandato all'agente, e anche l'intervento di Lupo Solitario, che si presentò armato e pronto a combattere per impedire l'arresto dei tre accusati, fu rintuzzato dalla presenza di un consistente reparto militare già disposto per aprire il fuoco. Sherman ebbe l'idea di mandare i capi indiani a Jacksboro, in Texas, per essere processati dalla corte statale per omicidio. Ordinò di processarli come normali criminali, negandogli quindi ogni privilegio da prigionieri di guerra. Fu la prima volta che capi indiani furono processati in un tribunale per bianchi.

## Processo a Orso Bianco e Grande Albero
Il generale Sherman ordinò il processo a Orso Bianco e Grande Albero, assieme a Orso Seduto, rendendoli i primi nativi americani ad essere processati per le loro razzie in un tribunale statunitense. Sherman ordinò
```
che i tre capi fossero portati a 
Jacksboro (Texas)
 per essere processati per omicidio. Orso Seduto non aveva intenzione di venire umiliato venendo processato in una corte dei bianchi, e disse ai Tonkawa che avrebbe prima dovuto essere trasferito a Fort Richardson, che avrebbero dovuto avvisare la sua famiglia del fatto che avrebbero trovato il suo corpo lungo il percorso. Orso Seduto si rifiutò di salire sulla carovana e, dopo che i soldati ce lo gettarono, nascose la testa sotto la propria coperta rossa (indossata come segno del comando del Koitsenko). I soldati credettero che si stesse nascondendo per l'umiliazione, ma in realtà stava rosicchiandosi i polsi fino alle ossa per potersi liberare dalle catene. Iniziò a cantare la propria canzone di morte e quando ebbe le mani libere accoltellò e ferì una delle guardie della sua scorta
[
5
]
 alla gamba
[
6
]
 con un coltello nascosto nei vestiti, riuscendo a rubargli il fucile. Orso Seduto fu colpito da un proiettile prima di poter sparare. Uno dei conducenti, Antonio Barbello, fu ferito alla testa da un colpo vagante
[
7
]
[
8
]
 Il suo corpo fu buttato non sepolto lungo la strada, e la sua gente non lo raccolse per paura dell'esercito, per cui il colonnello Mackenzie si assicurò che la sua famiglia potesse ottenere il cadavere di Orso Seduto. Nonostante questo non lo chiesero mai.
```

## Sepoltura
Alla fine il corpo fu sepolto dall'esercito a "Chief's Knoll", nel cimitero di Fort Sill. Anche Orso Bianco vi fu portato dopo essersi suicidato in prigione a Huntsville (Texas), ed i due furono sepolti vicini. Altri famosi capi Kiowa, Comanche e Arapaho sono sepolti in loculi vicini, come Uccello Scalciante (Kiowa), Dieci Orsi (Comanche), Quanah Parker (Comanche), Orso Giallo (Arapaho) e Piccolo Corvo (Arapaho).